# Wesołych świąt, pułkowniku Lawrence
Wesołych świąt, pułkowniku Lawrence (ang. Merry Christmas, Mr. Lawrence, jap. Senjō no Merī Kurisumasu, wyświetlany także pod tytułem Furyo) – dramat wojenny w reżyserii Nagisy Ōshimy z 1983 roku, wyprodukowany przez Jeremy'ego Thomasa, z Davidem Bowiem, Tomem Contim, Ryūichi Sakamoto i Takeshim Kitano w rolach głównych. Scenariusz napisali Ōshima i Paul Mayersberg na podstawie wspomnień z czasów II Wojny pisarza Laurensa van der Posta (przedstawionych w The Seed and the Sower z 1963 i The Night of the New Moon z 1970). Muzykę do filmu napisał Ryūichi Sakamoto.

## Opis fabuły
W 1942 roku do obozu jenieckiego na Jawie trafia brytyjski oficer Jack Celliers (Bowie), który okazuje się być najbardziej niepokornym z przetrzymywanych tam Brytyjczyków. Celliers skrywa sekret z dzieciństwa spędzonego w Nowej Zelandii. Kapitan obozu Yonoi (Sakamoto) również odczuwa winę z powodu minionych wydarzeń – w 1936 przebywał w Mandżurii, a nie w Tokio, gdzie dokonał się wojskowy zamach stanu. Pułkownik Lawrence, jedyny Brytyjczyk w obozie płynnie mówiący po japońsku i znający dobrze japońską kulturę, poznaje sekret Celliersa i zna przeszłość Yonoi. Dodatkowo łączy go niezwykła przyjaźń z sierżantem Harą (Kitano).
Yonoi karze surowo Celliersa za niesubordynację, ale jest jednak nim zafascynowany, a fascynacja ta ma również homoseksualny podtekst. Lawrence stara się łagodzić konflikty między Japończykami a Brytyjczykami, wynikające z wzajemnego niezrozumienia. Jego wysiłki nie są jednak docenione, a oficer Hicksley zarzuca mu zdradę. Celliers zostaje skazany na śmierć przez zakopanie żywcem. Cztery lata później, po zakończeniu wojny, Lawrence odwiedza w więzieniu sierżanta Harę, skazanego na śmierć. Wcześniej wykonano wyrok na kapitanie Yonoi.

## Obsada
- David Bowie – mjr Jack 'Strafer' Celliers
- Tom Conti – płk John Lawrence
- Ryūichi Sakamoto – kpt. Yonoi
- Takeshi Kitano – sierżant Gengo Hara (jako Takeshi)
- Jack Thompson – kpt Hicksley
- Johnny Okura – Kanemoto (jako Johnny Ohkura)
- Alistair Browning – De Jong
- James Malcolm – brat Celliersa
- Chris Broun – Celliers w wieku 12 lat
- Yuya Uchida – komendant więzienia wojskowego
- Ryunosuke Kaneda – przewodniczący składu sędziowskiego
- Takashi Naitô – por. Iwata
- Tamio Ishikura – śledczy
- Rokko Toura – tłumacz
- Kan Mikami – por. Ito

## Muzyka
Ścieżkę dźwiękową do filmu stworzył Ryūichi Sakamoto, jednocześnie aktor grający kapitana Yonoi. Temat z filmu jest jednym z najlepiej rozpoznawalnych utworów Sakamoto. W oparciu o temat przewodni powstał też utwór "Forbidden Colours", z tekstem napisanym i zaśpiewanym przez Davida Sylviana. Włoska wytwórnia DISCOMAGIC wydała też 12’’ winyl zatytułowany Clock On 5 – Theme From Furyo, zawierający utwór z filmu w aranżacji Raffaele Fiume. W 1999 roku niemiecka grupa Watergate zajmująca się muzyką Trance, stworzyła klubową wersję motywu przewodniego dając tytuł: "Heart Of Asia" ("Serce Azji").